# Dick Kooijman
Pour les articles homonymes, voir Kooijman.
Dick Kooijman est un footballeur néerlandais né le 10 novembre 1972 à Wijk bij Duurstede aux Pays-Bas.

## Carrière
- 1993-94: Heracles Almelo 28 (23)
- 1994-95 FC Groningue 19 (0)
- 1994-95: AZ Alkmaar 10 (3)
- 1995-96: AZ Alkmaar 24 (2)
- 1996-97: AZ Alkmaar 9 (3)
- 1996-97: FC Emmen 13 (3)
- 1997-98: FC Emmen 28 (4)
- 1998-99: FC Emmen 24 (3)
- 1999-2000: Go Ahead Eagles 31 (10)
- 2000-01: Go Ahead Eagles 26 (4)
- 2001-02: Go Ahead Eagles 22 (3)
- 2002-03 Go Ahead Eagles 33 (11)
- 2003-04 De Graafschap 21 (13)
- 2004-05 De Graafschap 13 (0)
- 2005-06 SDV Barneveld (amateur - Hoofdklasse)
- 2006-07 AGOVV Apeldoorn 22 (0)
- 2007-08: Sparta Nijkerk (amateur - Hoodfklasse)